# Данијел Ђурић
Данијел Ђурић (Смедерево, 2. октобар 1983) је српски поп и поп-фолк певач који је постао популаран почетком двехиљадитих песмама "Кога сада лажеш" и "Жељо једина". Одрастао је у Младеновцу, али се 1992. сели са породицом у Беч. Објавио је пет студијских албума. Продуцент је серије Три мушкарца и тетка. Ожењен је и са супругом има сина и ћерку. Учествовао је на Беовизији са групом Балкубано, Бором Дугићем и Николом Буровцем.

## Дискографија

### Албуми[6]
- На коју страну света (1999) Сити Рекордс
- Само ти (2001) Сити Рекордс
- Ти си моје све (2003) Сити Рекордс
- 4 - Теби до колена (2006) Голд мјузик
- Пут у изгубљени рај (2012) Сити Рекордс

### Синглови
- Ко је сада свему крив (2017)
- Барон (2017)
- Само тут мангав (2018)
- Опала (2019)
- Свадба велика (2020)Беовизија